# Claudio Baglioni
Claudio Baglioni (Róma, 1951. május 16. –) olasz énekes, ő írta a 2006. évi téli olimpiai játékok főcímdalát.

## Élete
1951-ben született Rómában, egyke gyerekként, édesapja csendőr altiszt, édesanyja pedig varrónő volt. Az olasz főváros Monte Sacro negyedében nőtt fel, kamaszkorában a Centocelle negyedben élt. Gyerekkora nyarait gyakran töltötte Umbriában, ahonnan szülei származtak és ahol az apai nagyszüleitől örökölt egy házat. Emellett gyakran töltötte nyarait a Rieti megyében levő Posta községben, ahol édesapja csendőri szolgálatát teljesítette, és kaszárnyában lakott.
1964-ben 13 évesen kóstolt bele a zene világában, amikor részt vett egy Centocellében megszervezett énekversenyen, ahol Paul Anka Ogni volta című dalát énekelte el.

## Lemezek
Albumai Olaszországban
- 1970 – Claudio Baglioni (album)
- 1971 – Un cantastorie dei giorni nostri
- 1972 – Questo piccolo grande amore
- 1973 – Gira che ti rigira amore bello
- 1974 – E tu…
- 1975 – Sabato pomeriggio
- 1977 – Solo
- 1978 – E tu come stai?
- 1981 – Strada facendo
- 1982 – Alè-oò
- 1985 – La vita è adesso
- 1986 – Assolo
- 1990 – Oltre
- 1992 – Assieme
- 1992 – Ancorassieme
- 1995 – Io sono qui
- 1996 – Attori e spettatori
- 1997 – Anime in gioco
- 1998 – Da me a te
- 1998 – A-Live
- 1999 – Viaggiatore sulla coda del tempo
- 2000 – Acustico
- 2003 – Sono io, l'uomo della storia accanto
- 2005 – Crescendo e cercando
- 2005 – Tutti qui – Collezione dal 1967 al 2005
- 2006 – Gli altri tutti qui – Seconda collezione dal 1967 al 2006
- 2006 – Quelli degli altri tutti qui
- 2007 – Buon viaggio della vita
- 2009 – Q.P.G.A

Lemezei Spanyolországban
- 1975 – Sábado por la tarde
- 1977 – Éxitos de Claudio Baglioni
- 1977 – Un pequeño gran amor
- 1977 – Solo (spanyol változat)
- 1979 – Un poco más
- 1991 – Oltre (spanyol változat)
- 2005 – Todo Baglioni grandes éxitos en Español
- 2006 – Siempre aquí

Lemezei Dél-Amerikában
- 1977 – Un pequeño gran amor
- 1977 – Solo (spanyol változat)
- 1979 – ¿Y tú cómo estás?
- 1979 – Con todo el amor que yo puedo
- 1984 – Claudio Baglioni en castellano